# リズモア子爵
リズモア子爵（リズモアししゃく、英: Viscount Lismore）は、アイルランド貴族の爵位。1806年に創設され、1898年に廃絶した。

## 歴史
アイルランド庶民院議員コーネリアス・オキャラハン(1741–1797)は1785年6月27日にアイルランド貴族であるティペラリー県シャンバリーにおけるリズモア男爵に叙された。その息子である2代男爵コーネリアス・オキャラハン(1775–1857)は1806年5月30日にアイルランド貴族であるティペラリー県におけるシャンバリーのリズモア子爵に叙され、1838年7月6日に1838年戴冠式記念叙勲の一環として連合王国貴族であるティペラリー県におけるシャンバリー・キャッスルのリズモア男爵に叙された。
初代子爵と2代子爵ジョージ・ポンソンビー・オキャラハン(1815–1898)はともにティペラリー統監を務めた。しかし2代子爵は息子に先立たれ、1898年に死去すると爵位は廃絶した。
2代子爵の死後、邸宅のシャンバリー城は初代子爵の妻の兄の曽孫にあたるベアトリス・ポール＝カリュー(1876–1952)とコンスタンス・メアリー・バトラー(1879–1949)（2人ともに第3代オーモンド侯爵ジェームズ・バトラー(1844–1919)の娘）が相続した。

## リズモア男爵（1785年）
- 初代リズモア男爵コーネリアス・オキャラハン（1741年 – 1797年）
- 第2代リズモア男爵コーネリアス・オキャラハン（1775年 – 1857年）
  - 1806年、リズモア子爵に叙爵

## リズモア子爵（1806年）
- 初代リズモア子爵コーネリアス・オキャラハン（1775年 – 1857年）
- 第2代リズモア子爵ジョージ・ポンソンビー・オキャラハン（英語版）（1815年 – 1898年）